# Лікарня Джонса Гопкінса
39°17′51″ пн. ш. 76°35′33″ зх. д. / 39.2974° пн. ш. 76.5924° зх. д.
Лікарня Джона Гопкінса — навчальна лікарня та біомедичний дослідницький центр Медичної школи Джона Гопкінса, розташовані за адресою 600 North Broadway, Балтимор, штат Меріленд, США.
Заснована у 1889 році лікарня Джона Гопкінса та її медична школа вважаються закладами-засновниками сучасної американської медицини та місцем зародження багатьох відомих традицій медицини. Кілька медичних спеціальностей були засновані в лікарні, включаючи нейрохірургію, основоположниками якої були Гарві Вільямс Кушинг і Волтер Денді, та кардіохірургію, яку заснували Альфред Блелок і Вів'єн Томас а також дитячу психіатрію, основану Лео Каннером.
Лікарня Джона Гопкінса вважається однією з найбільших у світі лікарень і медичних установ. Протягом 21 року поспіль, з 1991 по 2020 рік, вона була визнана журналом US News & World Report найкращою загальною лікарнею в Сполучених Штатах. У 2021 році лікарня 32 роки поспіль входить до п'ятірки найкращих лікарень США.
Заснування лікарні у 1889 році стало можливим завдяки заповіту міського купця, банкіра, фінансиста, громадського лідера та філантропа Джона Гопкінса, який залишив задля цього благодійний спадок, найбільший на той час в історії США.

## Історія

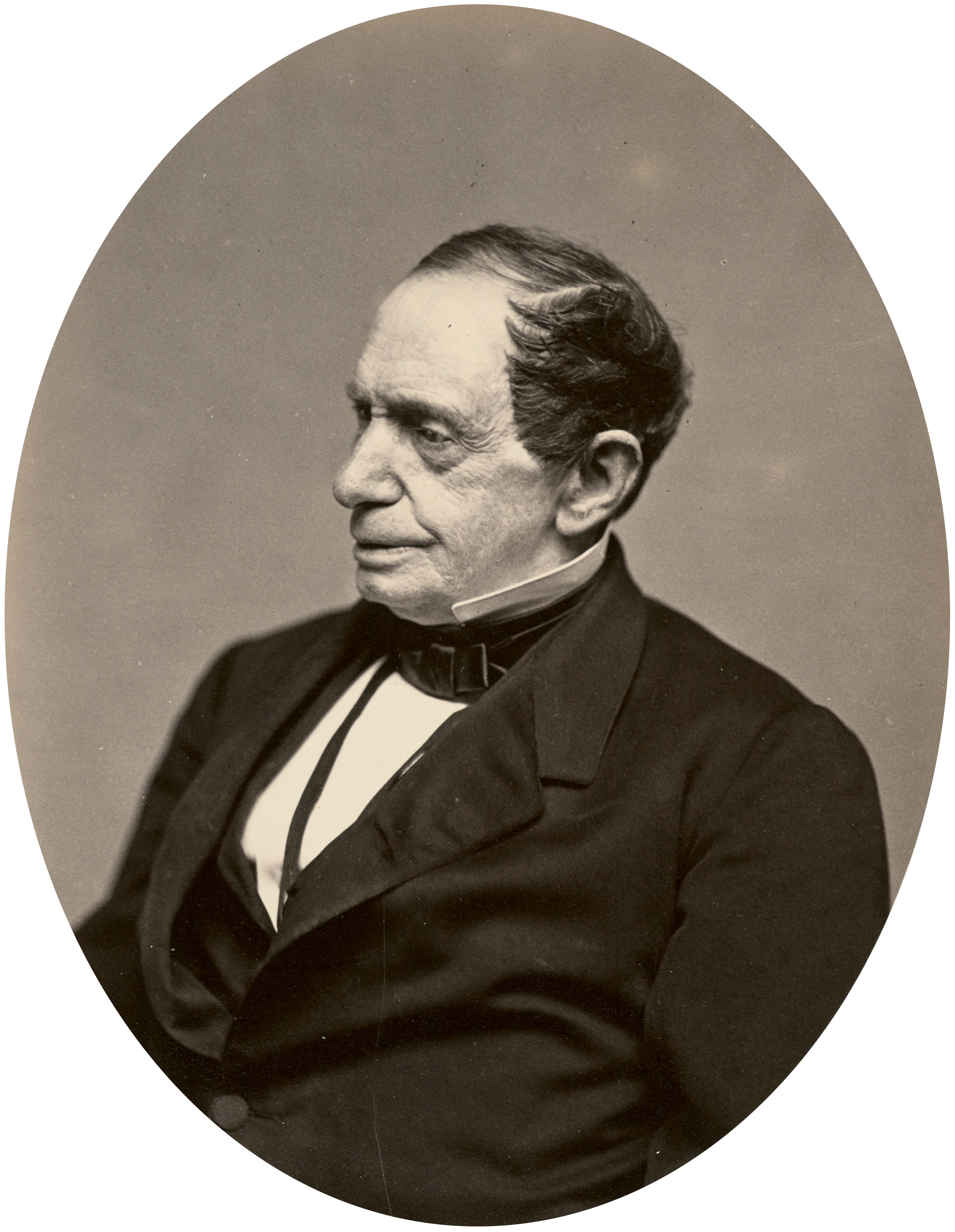
Джон Гопкінс, балтіморський купець і банкір, благодійний дар якого заснував лікарню

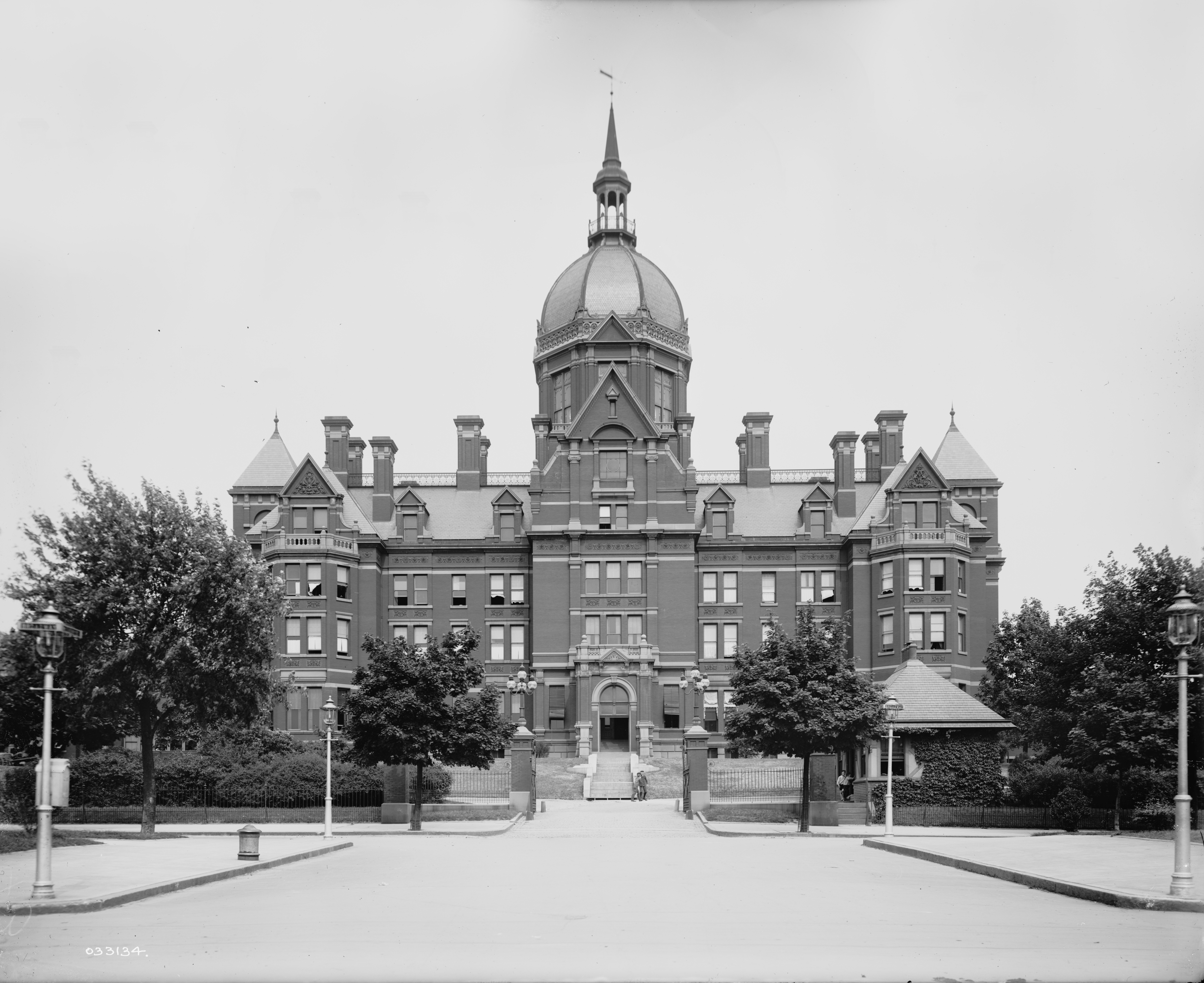
Лікарня Джонса Гопкінса, прибл. 1890–1910

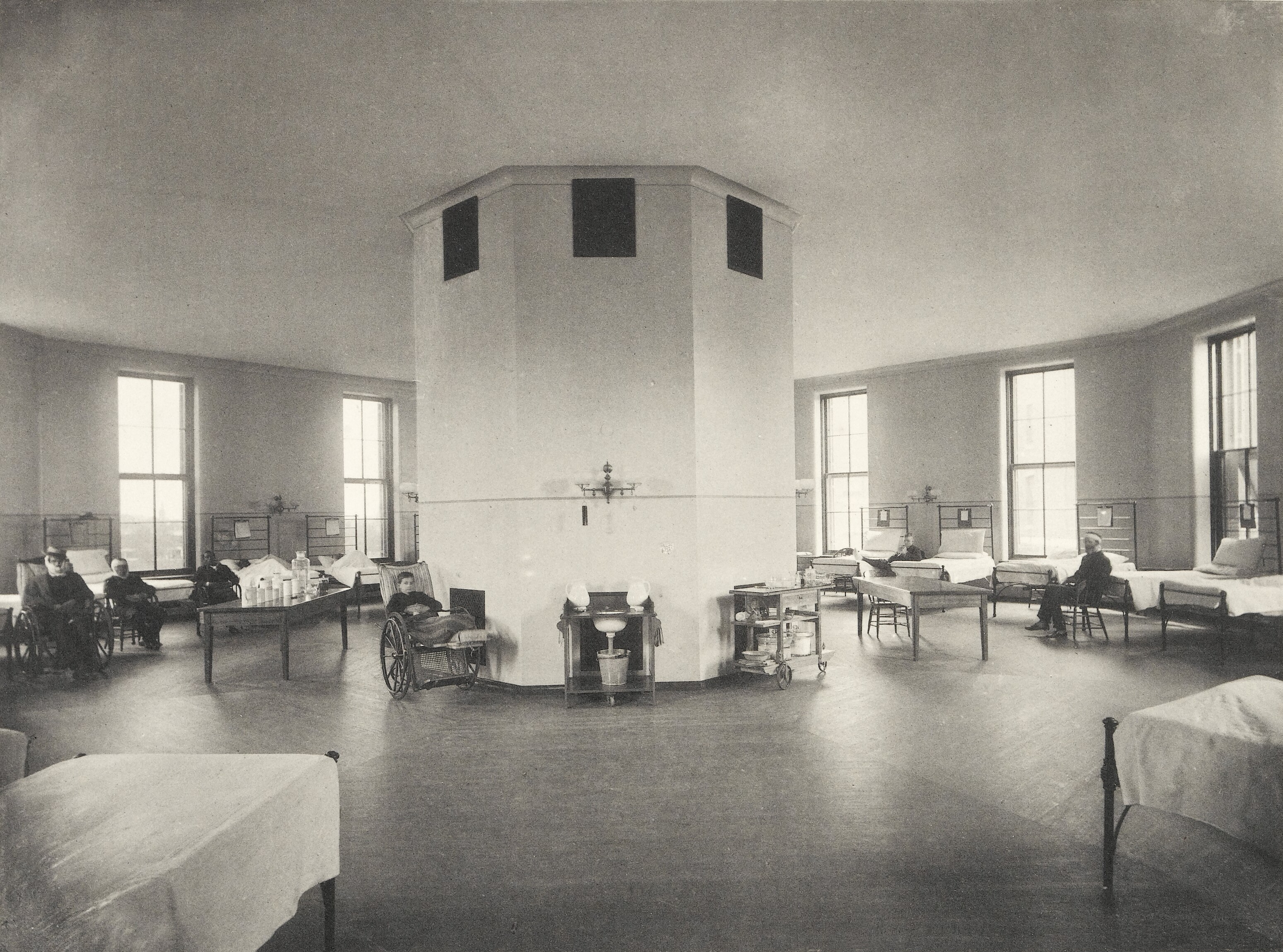
Інтер'єр палати Octagon у лікарні Джона Гопкінса

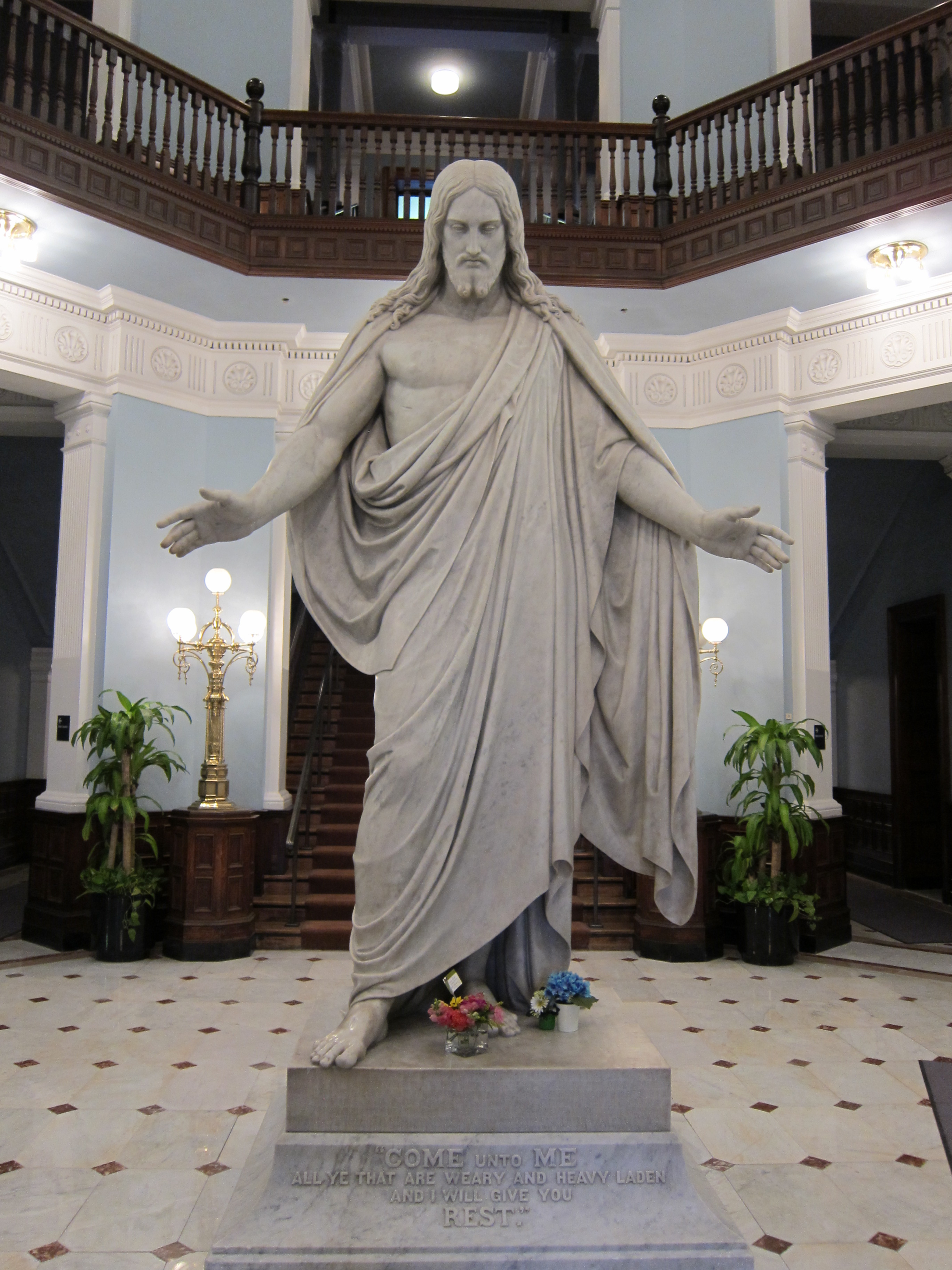
Христос, каррарська мармурова статуя 1833 року в лікарняній ротонді Воскресіння Христа, заснована на оригіналі Бертеля Торвальдсена 1833 року

### Заснування
Джон Гопкінс (1795—1873), балтіморський купець і банкір, залишив спадок приблизно в 7 мільйонів доларів США (173,84 мільйона доларів США у перерахунку на 2022 рік), коли помер 24 грудня 1873 року у своєму міському особняку, у віці 78 років. У своєму заповіті він просив, щоб його статки були використані для заснування двох установ, які матимуть його ім'я: «Університета Джона Гопкінса» та «Лікарні Джона Гопкінса». На той час це був найбільший філантропічний спадок в історії США.
Наприкінці свого життя Гопкінс обрав опікунами для свого проєкту 12 видатних мешканців Балтимора. За рік до смерті він надіслав кожному листа, в якому повідомляв, що він надає «тринадцять акрів землі, розташованої в місті Балтімор, і обмеженої вулицями Бродвей, Вулф, Монумент і Джефферсон, на яких хочу, щоб ви звели лікарню». Він бажав, щоб лікарня була «за будівлею та організацією вигідно порівнювана з будь-якою іншою установою подібного характеру в цій країні або в Європі», і наказав своїм опікунам «забезпечити для обслуговування лікарні лікарів і хірургів найвищого рівня».
Гопкінс доручив опікунам «постійно пам'ятати про те, що я бажаю і маю на меті, щоб лікарня зрештою стала частиною медичної школи університету, для якої я залишив достатньо коштів у своєму заповіті». Закликаючи до такого зв'язку між доглядом за пацієнтами, як це втілено в лікарні, та викладанням і дослідженням, як це втілено в університеті, Гопкінс заклав основу для революції в американській медицині. Бачення Джона Гопкінса двох установ, у яких медична практика буде поєднана з медичними дослідженнями та медичною освітою, було революційним на той час.

### XIX століття
Початкові плани лікарні були розроблені хірургом Джоном Шоу Біллінгсом, а архітектура розроблена Джоном Рудольфом Нірнсі та завершена Едвардом Кларком Кеботом з бостонської фірми «Cabot and Chandler» у стилі королеви Анни. Після завершення будівництва в 1889 році вартістю 2 050 000 доларів США (50,8 мільйонів доларів США у 2022 році) лікарня включала найсучасніші на той час концепції опалення та вентиляції для запобігання поширенню хвороб.
Опікуни заручилися послугами чотирьох видатних лікарів, відомих як «Велика четвірка», щоб вони стали засновниками лікарні, коли вона відкрилася 7 травня 1889 року. Ними були патологоанатом Вільям Генрі Велч, хірург Вільям Стюарт Холстед, терапевт Вільям Ослер і гінеколог Говард Етвуд Келлі.
У 1893 році Університет Джона Гопкінса був одною із перших медичних шкіл, яка приймала на навчання жінок. Рішення розпочати спільне навчання було наслідком нестачі коштів, оскільки акції залізниці Балтімора та Огайо, які мали покрити витрати, були використані на будівництво лікарні в 1889 році, а медична школа ще не була побудована. Чотири доньки перших опікунів запропонували зібрати гроші, необхідні для відкриття школи, але тільки якщо школа погодиться прийняти кваліфікованих жінок до університету. Після кількох обговорень опікуни погодилися на їхні умови та прийняли фінансову допомогу цих чотирьох жінок, але лише один із лікарів, Вільям Г. Велч, чинив опір. Згодом навіть Велч змінив свої погляди на спільне навчання: "Необхідність спільного навчання в певній формі, — писав він пізніше, — стає більш очевидною, чим вищий характер освіти. Ні в одній формі освіти це не є більш очевидним, ніж у медицині. … ми вважаємо спільне навчання успіхом;
Вільяму Ослеру, першому начальнику відділу медицини, приписують зародження ідеї ординатури: лікарі які щойно закінчили освіту, отримують підвищення кваліфікації за своєю спеціальністю під час лікування пацієнтів під наглядом; тоді, як і зараз, більшу частину медичного персоналу лікарні складають ординатори. Він також представив ідею залучення студентів-медиків до фактичного догляду за пацієнтами на початку їх навчання; у той час медична школа майже повністю складалася з лекцій. Внесок Ослера в практичну освіту поширюється на створення практики обговорення провідними лікарями найскладніших випадків перед зібраними студентами-медиками на користь пацієнтів і студентів. Для опису цих зібрань використовується термін «раунди», що походить від круглої палати, де відбувалося навчання біля ліжка пацієнта. Одного разу він сказав, що сподівається, що на його надгробку буде написано лише: «Він приводив студентів-медиків у палати для викладання біля ліжка».
Халстед, перший керівник відділу хірургії, започаткував багато інших медичних і хірургічних досягнень в університеті Джона Гопкінса, включаючи сучасні хірургічні принципи контролю кровотечі, точне анатомічне розсічення, повну стерильність і першу радикальну мастектомію при захворюванні на рак молочної залози (до цього часу, такий діагноз був фактично смертним вироком). Його інші досягнення включали впровадження хірургічних рукавичок і успіхи в операціях на щитовидній залозі, жовчовивідних шляхах, грижі, аневризмі судин кишки. Халстед також створив першу офіційну програму хірургічного навчання в Сполучених Штатах.
Лікар Келлі вважається засновником гінекології, як окремої медичної спеціальності. Він створив нові хірургічні підходи до жіночих захворювань і винайшов численні медичні прилади, в тому числі сечовий цистоскоп. Він одним із перших застосував радій для лікування раку.
Вільям Велч відповідав за навчання багатьох видатних лікарів того часу, таких як Волтер Рід. Він також заснував у лікарні Гопкінса першу в країні школу громадської охорони здоров'я, тепер відому як Школа громадської охорони здоров'я Джона Гопкінса Блумберга.
Примітною пам'яткою лікарні є мармурова статуя Христа,— статуя воскреслого Ісуса з каррарського мармуру, встановлена в будівлі адміністрації Біллінгса, заснована на оригіналі Бертеля Торвальдсена 1833 року, подарунок балтиморського купця Вільяма Воллеса Спенса; це копія оригіналу, створена датським скульптором Бертелем Торвальдсеном у Копенгагені. Відкрита в 1896 році статуя приносить втіху багатьом, кажуть у лікарні.

### XX століття

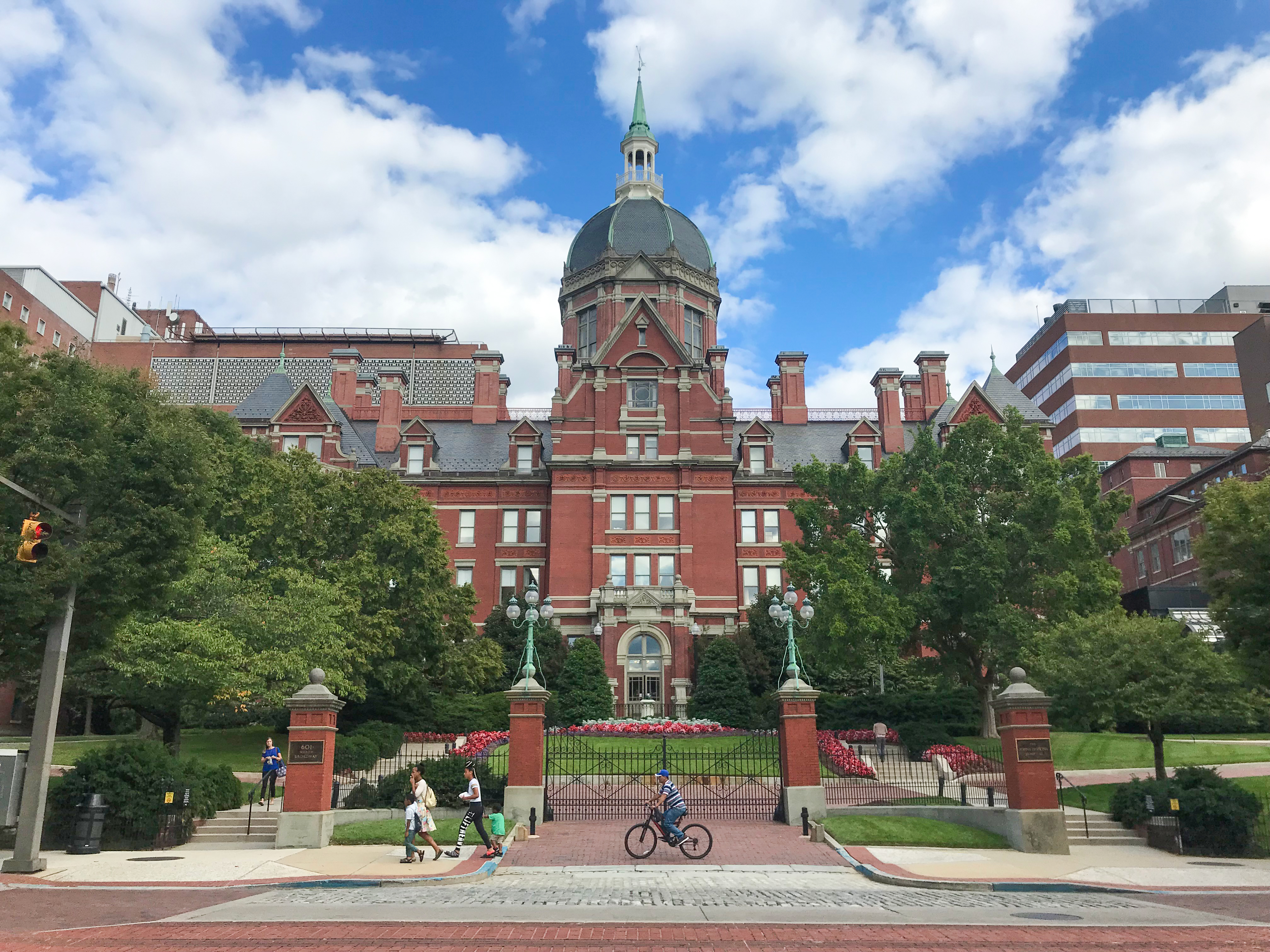
Оригінальна лікарня, Біллінгс Білдінг, у 2019 році

У 1903 році Гаррієт Лейн Джонстон після своєї смерті в 1903 році залишила суму понад 400 000 доларів, щоб заснувати будинок для дітей-інвалідів Гаррієт Лейн як пам'ять про двох синів, які померли в дитинстві. У жовтні 1912 року будинок Гаррієт Лейн офіційно відкрився. Це була перша дитяча клініка в Сполучених Штатах, яка була пов'язана з медичною школою, якою вперше керував Джон Хауленд. Згодом лікуючи понад 60 000 дітей на рік, Harriet Lane Home стала піонером у лікуванні, викладанні та дослідницькій клініці, а також першою клінікою з педіатрії, створеною Едвардсом А. Парком.
У 1912 році Даймонд Джим Брейді пожертвував 220 000 доларів лікарні, яка створила Урологічний інститут Джеймса Бьюкенена Брейді. Офтальмолог Вільям Холланд Вілмер відкрив Інститут зору Вілмера в лікарні в 1925 році, і його будівництво було завершено через чотири роки. У 1885 році Вілмер отримав медичний ступінь у Школі медицини Університету Вірджинії, а пізніше працював у Нью-Йорку, Вашингтоні та Балтиморі, де заснував інститут.
Між 1930 і 1963 роками Гелен Брук Тассіг, яка брала участь у розробці операції з лікування «синдрому блакитного малюка», очолювала дитячу кардіологічну клініку. Дитячий психіатр Лео Каннер досліджував дітей-аутистів. Лоусон Вілкінс заснував ендокринну клініку, яка розробила процедури, що використовуються для лікування дітей з певними захворюваннями залоз, включаючи карликовість. Джон Е. Бордлі та Вільям Г. Харді досягли успіхів у виявленні порушень слуху у дуже маленьких дітей.

## Досягнення
Медичні досягнення лікарні Джонса Гопкінса включають першу в Сполучених Штатах операцію зі зміни статі із чоловічої на жіночу, яка була проведена в 1966 році в клініці гендерної ідентичності Гопкінса.
Два найвизначніших досягнення в медицині за останні 25 років також були зроблені тут. По-перше, відзначене Нобелівською премією відкриття ферментів рестрикції дало початок індустрії генної інженерії. По-друге, відкриття природних опіатів мозку викликало вибух інтересу до нейромедіаторів. Інші досягнення лікарні включають розробку HeLa Джорджем Отто Геєм, керівником дослідження культури тканин у 1951 році, першу та, мабуть, найважливішу лінію людських клітин, вирощених у культурі, ідентифікацію трьох типів вірусу поліомієліту та перша операція з лікування «синдрому блакитного малюка», виконана хірургом Альфредом Блелоком у співпраці з Гелен Тауссіг, випускницею Гопкінса, яка спеціалізується на дитячій кардіології, та техніком-хірургом Вів'єн Томас, що відкрило шлях до сучасної кардіохірургії.
Відкриття гепарину та шунта Блелока-Тауссіг внесло внесок у хірургію серця. Джон Гопкінс також опублікував «Посібник Гаррієт Лейн», який протягом понад 60 років був незамінним для педіатрів.

## Діяльність

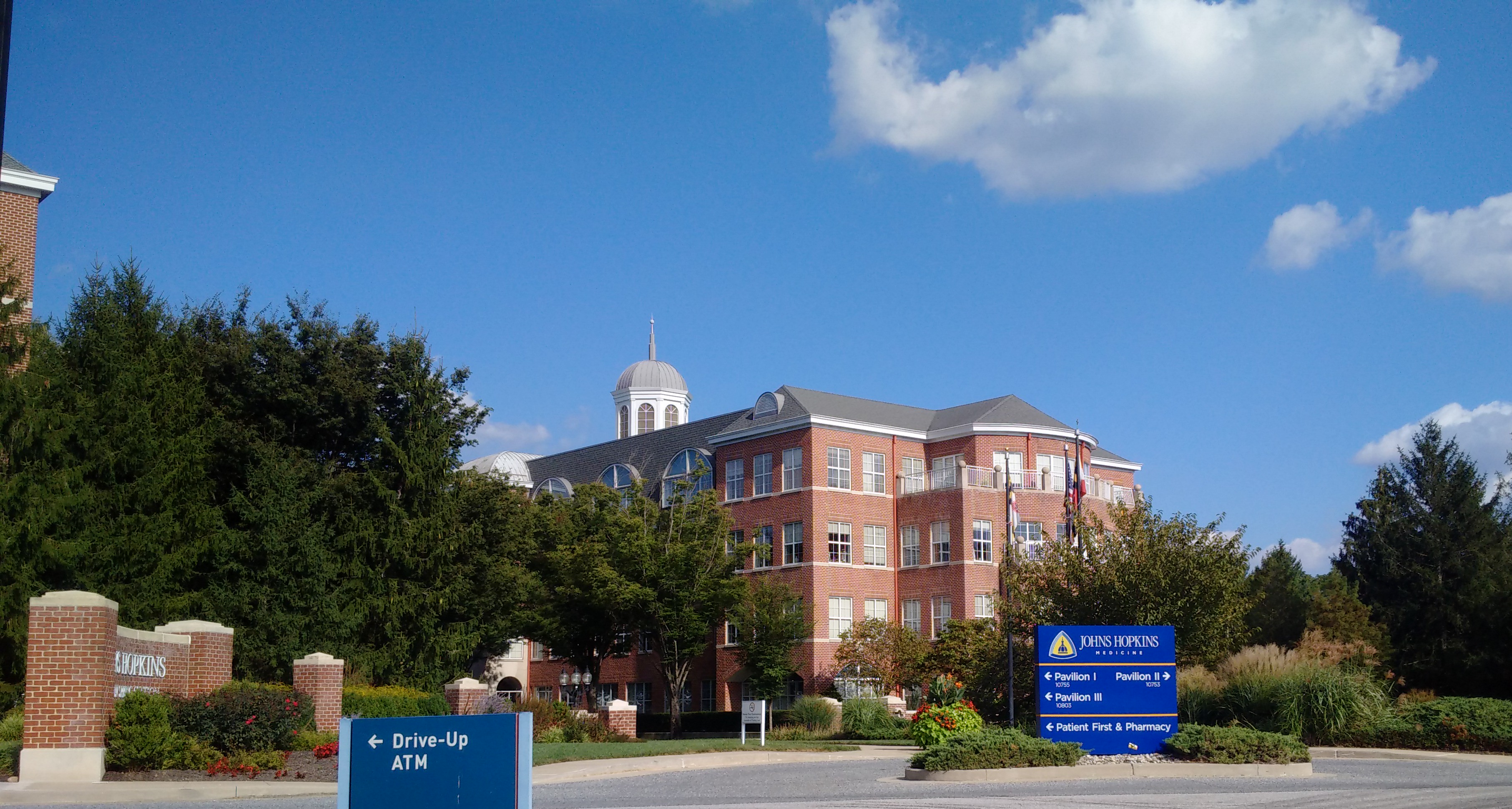
Кампус Johns Hopkins Medicine на станції Green Spring у Бруклендвіллі, штат Меріленд

Лікарня займає приблизно 20 із 60 будівель медичного містечка Джона Гопкінса. У комплексі понад 80 входів і отримує 80 тис. відвідувачів щотижня. У ньому проживає понад 1000 ліжок і має понад 1700 співробітників лікарів і понад 30 тис. всього працівників.
З 1982 по 1992 рік тодішній генеральний директор Роберт Хейсел заснував перший онкологічний центр лікарні, вежу пацієнтів Нельсона, центр серця Клейтона та амбулаторний центр, який носить ім'я Хейссела. У травні 2012 року лікарня Джона Гопкінса відкрила дві нові будівлі в рамках великої реконструкції кампусу. Відкриття «Дитячого центру Шарлотти Р. Блумберг» вартістю 1,1 мільярда доларів США та вежі Шейха Заїда стало кульмінацією цих зусиль. Окрім основної лікарні, система управляє чотирма іншими лікарнями та декількома амбулаторними закладами в районах Балтімора та Вашингтона, а також «All Children's Hospital» у Сент-Пітерсбергу. У травні 2019 року лікарня завершила проект розширення в кампусі Green Spring Station у Бруклендвіллі, вартістю в 80 мільйонів доларів, пропонуючи амбулаторну хірургію та онкологічне лікування в 3-поверховому закладі «Павільйон III» площею 100 000-квадратних-футів (9 300 м2).
Лікарня також надає дистанційні консультації по всьому світу через платформу Grand Round і використовує цю ж платформу, щоб допомогти пацієнтам знайти ідеального спеціаліста для вирішення їхніх унікальних проблем.

## Дитячий центр Джона Гопкінса
Дитячий центр Джона Гопкінса (англ. JHCC) — дитяча навчальна лікарня невідкладної педіатричної допомоги, яка має національний рейтинг, розташована в Балтиморі, поруч із лікарнею Джона Гопкінса. Лікарня має 196 педіатричних ліжок і є філією Школи медицини Джона Гопкінса. Лікарня надає комплексні педіатричні спеціальності та вузькі спеціалізації для лікування немовлят, дітей, підлітків і молодих людей віком 0–21 у Балтіморі та на території Сполучених Штатів. Дитячий центр Джона Гопкінса також іноді лікує дорослих, які потребують педіатричної допомоги.
Дитячий центр Джона Гопкінса також має один із небагатьох педіатричних травматологічних центрів рівня 1, перевірених Американською колегією хірургів у штаті. Лікарня безпосередньо приєднана до лікарні Джона Гопкінса та розташована біля будинку Рональда Макдональда в Меріленді.
Лікарня Джона Гопкінса 21 рік поспіль вважалася найкращою лікарнею в Сполучених Штатах за версією US News & World Report до 2012 року, коли вона перейшла на друге місце після Массачусетської загальної лікарні в Бостоні. У 2013 році вона повернула собі звання найкращої лікарні в Сполучених Штатах. У рейтингу «Найкращі лікарні» за 2016—2017 університет імені Джона Гопкінса посідає третє місце в національному рейтингу.

## Занепокоєння етикою та методологією дослідження
Медична школа Джона Гопкінса та лікарня Джона Гопкінса стикалися з критикою через етику та методику досліджень. Зокрема відомі випадки, коли в рамках дослідження отруєння свинцем, що містився в фарбах, спостережувані отримували отруєння та пошкодження головного мозку, не будучи поінформованими про загрозу